# Кеммерер, Август Александр
Август Александр (Александр Богданович) Кеммерер (нем. August Alexander Kämmerer; 1789, Артерн — 3 февраля 1858, Санкт-Петербург) — немецкий и российский геолог, минералог, фармаколог и педагог; обер-берг аптекарь, председатель фармацевтического общества в Санкт-Петербурге. Действительный статский советник.

## Биография
Август Александр Кеммерер родился в 1789 году в тюрингенском городке Артерне (принадлежавшем тогда Саксонии) в семье лютеранского пастора; был привезен в Санкт-Петербург своими родителями в восьмилетнем возрасте. Получив первоначальное школьное образование, он поступил учеником в частную аптеку и, благодаря упорному труду, уже в 1807 году выдержал экзамен на аптекарского ученика, а ещё через два года и на провизора.
Своей целеустремлённостью А. А. Кеммерер приобрёл доверие и уважение коллег, что дало ему возможность в 1812 году открыть собственную аптеку, во главе которой он стоял около 14 лет.
Практические занятия не помешали Кеммереру заниматься одновременно и научной работой; в 1818 году он принял деятельное участие в учреждении Русского фармацевтического общества, которому оказал большую помощь и которым впоследствии руководил в качестве председателя.
В 1822 году Императорское минералогическое общество избрало его своим членом, а незадолго до этого то же самое сделало и Московское общество испытателей природы.
Его широкое поле деятельности, сблизило его с горным ведомством, которое в 1824 году предложило ему место химика при лаборатории Департамента горных и соляных дел, а затем, в 1826 году, поручило ему заведование только что основанной Главной горной аптекой.
Новое назначение способствовало тому, что Кеммерер посвятил себя почти исключительно занятию своим любимым предметом — минералогией. Вскоре он стал членом Данцигского общества естествоиспытателей, членом-корреспондентом Петербургской медико-хирургической академии и членом Минералогического общества в Йене.
За работу: «Ueberblick der Theorien der Geologie Werner’s und Hutton’s» Гейдельбергский университет присудил Кеммереру в 1829 году докторскую степень.
В 1829 году, по воле российского императора Николая I, Кеммерер (уже в чине бер-гауптмана 6 класса) стал преподавать некоторые естественные науки Великому Князю Александру Николаевичу, впоследствии императору Александру II. Ольга Николаевна, будучи уже в преклонном возрасте, с ностальгией вспоминала, как в юности её и брата захватывали опыты их учителя А. А. Кеммерера с электрической телеграфией.
За много лет Кеммерер собрал добротную коллекцию минералов, преимущественно найденных на территории Российской империи; бо́льшая часть этой коллекции ушла впоследствии в Лондон. Горное ведомство неоднократно прибегало к его помощи Кеммерера при выписке из-за границы (для музея Горного института) различных минералов, окаменелостей и слепков частей ископаемых животных; некоторые покупались у него лично.
В 1846 году Август Александр Кеммерер вышел в отставку. 
Весной 1849 года А. Кеммерер был произведён в статские советники и был назначен совещательным членом Медицинского совета при Министерстве внутренних дел Российской империи.
В 1857 году к 50-летнему юбилею своей фармацевтической деятельности Кеммерер получил чин действительного статского советника.
В «Горном журнале» было помещено несколько статей Кеммерера по минералогии, например  о химическом разложении диоптаза, о немалите, о способах плавить платину.
По словам С. Н. Кулибина, «как человек честный и добрый, Кеммерер пользовался всеобщими симпатиями». 
Август Александр Кеммерер умер 3 февраля 1858 года в Санкт-Петербурге и был похоронен на Волковом лютеранском кладбище. Значительную часть своей коллекции минералов он завещал Императорскому Дерптскому университету.
Финский минералог Нильс Густав Норденшёльд назвал его именем один из минералов.
У А. А. Кеммерера было, как минимум, трое детей: дочери — Мария и Эмилия и сын Георг-Фридрих (Егор Александрович) Кеммерер (8 августа 1819 — 12 января 1890) — действительный статский советник, служивший сперва в Департаменте уделов, а затем занимавший посты заведующего Царскосельскими арсеналом и библиотекой. Из-за разночтения имён в справочнике «Высшие чины Российской империи» он указан дважды (как Георг-Фридрих и как Егор Александрович).